# Raad Hammoudi
Raad Hammoudi Salman (Bagdá, 20 de abril de 1954) é um ex-futebolista profissional iraquiano, que atuava como goleiro.

## Carreira
Raad Hammoudi fez parte do elenco da histórica Seleção Iraquiana de Futebol da Copa do Mundo de 1986 